# الحجز بحري
قرية الحجز بحري هي إحدى القرى التابعة لمركز إدفو في محافظة أسوان في جمهورية مصر العربية.